# باب پکوود
رابرت ویلیام "باب" پکوود (به انگلیسی: Robert William "Bob" Packwood) سناتور سابق عضو حزب جمهوری‌خواه ایالات متحده آمریکا بود. وی در سال ۱۹۶۹ تا ۱۹۹۶ میلادی سناتور ایالت اورگن در سنای ایالات متحده آمریکا بود.